# جوناثان ستيوارت
جوناثان ستيوارت (بالإنجليزية: Jonathan Stewart)‏ (و. 1987  م) هو لاعب كرة قدم أمريكية، من الولايات المتحدة، يلعب كراكض للخلف ‏.

## التعليم
تعلم في Timberline High School (Lacey, Washington) ‏.

## روابط خارجية
- جوناثان ستيوارت على موقع إي إس بي إن.كوم (أن.أف.أل)3
- جوناثان ستيوارت على موقع مرجع كرة القدم المحترفة.كوم (الإنجليزية)